# アルゴ (新潟県の企業)
株式会社アルゴは新潟県長岡市に本社を置くビデオレンタルチェーン店などの運営会社である。レンタルビデオ店の「ビデオ1」の他、グループ企業によるDVD販売業も手がけている。
社名である「アルゴ」は、新潟弁で蟻を意味する「ありご」の様に「個の力は小さくても集の力で強い力を持つ」に由来している。

## 概要
レンタルビデオショップの「ビデオ1」を中核とし、同店を新潟県を中心に全国に25店舗 を展開している他、DVD販売店の「安市」を展開している。
かつてはグループ全体で全国に40店以上 の店舗を運営していたが、2018年10月現在では中核となる直営店舗の「ビデオ1」は25店舗 となっている。新潟県長岡市には本社が、 京都市伏見区には京都支社が所在しビデオ1観月橋店を併設している、関連会社であるDVD販売店の「安市」が全国に9店舗（2018年10月現在）運営されている。
この他、2012年には新潟市南区にリサイクルショップ「グランマートス」を開店し、映像ソフト関連以外の中古品販売業も展開した が、同店は2018年現在は閉業している。

## ビデオ1
事業の中核であるレンタルビデオ/レンタルコミック/レンタルCDソフトショップ。
レンタルコミック/レンタルCDソフトについては必ずしも全店舗で取扱はされていない。また、一部の店舗ではDVD・ブルーレイソフトおよびアダルトグッズの販売も行っている。
アルゴ（ビデオ1）では会員情報をグループ全体で共有するシステムを持っていないため、会員登録は各店舗で個別に行う必要があり、会員証も各店舗個別のもので、別店舗間での共有はできない。会員証はデザインは同じながら各店舗ごとに色が異なっており、これにより区別を容易にしていた。

### 店舗一覧
- 2018年10月現在[8]
- (f)はフランチャイズ店舗（後述「#フランチャイズ店舗」の節参照）
- (f)下松店（山口県下松市清瀬町3丁目17-25）

新潟県
- 三条店（新潟県三条市興野1-1-44[9]）
- 新発田店（新潟県新発田市舟入町3-785-1[10]）

- 赤道店（新潟市東区牡丹山1-33-9）
- 近江店（新潟市中央区上近江1-7-1）
- 新津店（新潟市秋葉区善道町2-2414-1）

- 喜多町店（新潟県長岡市喜多町400-1）

京都府
- 円町店（京都市右京区花園藪の下町10-1）
- 上鳥羽店（京都市南区上鳥羽南島田町76）
- 高野店（京都市左京区高野泉40番地）
- 観月橋店（京都市伏見区豊後橋町760）

※観月橋店の建物には京都支社が併設されている。
- 洛西店（京都市西京区大枝中山町2-94-2）

愛知県
- 鳴海店（愛知県名古屋市緑区平手南2-501）

### 過去に存在した店舗
- 2018年10月現在

　　住所表記は閉店時のもの
- (f)はフランチャイズ店舗（後述「#フランチャイズ店舗」の節参照）

- 小針店（新潟県新潟市西区小針上山10-23[11]） -

2014年7月6日閉店。
- 小禄店（沖縄県那覇市高良3-4-1） - 2014年9月30日閉店。
- あづみ野店（長野県安曇野市豊科南穂高1115） - 2014年10月18日閉店。
- 茅野店（長野県茅野市本町西4604-1） - 2014年10月31日閉店。
- 鈴鹿店（三重県鈴鹿市算所町417-1） - 2015年7月31日閉店。
- 車尾店（鳥取県米子市車尾3-6-1） - 2015年11月30日閉店。
- 甚目寺店（愛知県あま市下萱津九反田57） - 2016年1月11日閉店。
- 白根店（新潟県新潟市南区鯵潟433-2[12]） - 2016年2月閉店。
- (f)八幡山店（東京都世田谷区上北沢4-36-23） - 2016年8月14日閉店。
- (f)須賀川店（福島県須賀川市台175）※2017年4月7日閉店。
- (f)厚南店（山口県宇部市大字際波1449-5） - 2017年7月16日閉店[13]。
- (f)播磨店（兵庫県加古郡播磨町南大中3-1-34） - 2017年11月5日閉店。
- (f)東和田店（長野県長野市東和田505-1） - 2018年2月28日閉店。
- (f)新田店（山口県防府市新田878-1） - 2018年2月28日閉店。
- (f)郡山店（福島県郡山市桑野2-39−27 ） - 2018年7月24日閉店。

閉店日時不明
- 沼垂店（新潟市東万代町8-12）
- 駅南店（新潟市紫竹山2-4-43）
- 上木戸店（新潟市上木戸1-3-14）
- 空港通り店（新潟市秋葉通3-40）
- 巻店（新潟市西蒲区巻甲4158-2）
- 三条国道店（新潟県三条市直江町3-8-2）
- 十日町店（新潟県十日町市寅甲49）
- 下鴨店（京都市左京区下鴨西半木町87）

## 安市
DVD・ブルーレイソフトおよび書籍の新品及び中古販売・買取専門店で、全国に9店舗（2018年10月現在）を展開している。
各店舗では映像ソフト・書籍の他にアダルトグッズの販売も行っている。
- 太平店（北海道札幌市北区太平5条1-3-3）
- 女池店（新潟市中央区女池1803番地）
- 石山店（滋賀県大津市別保2丁目9-34）
- 春江店（福井県坂井市春江町江留中39-14）
- 枚方店（大阪府枚方市堂山2丁目30-8）
- 三宮店（兵庫県神戸市中央区三宮町1-9-1-センタープラザ東館307）
- 那覇上間店（沖縄県那覇市上間201番地）
- ハンビー店（沖縄県中頭郡北谷町北谷2丁目1-10）

## アルゾン
株式会社アルゾンは（株）アルゴのグループ企業の一つで、新潟県長岡市に本社を置く映像ソフトの新品及び中古販売・買取のインターネット通信販売専門会社である。
インターネット通信販売専門店としては以下の2ブランドを運営していた。

### ARZON
アダルト系映像ソフト専門の新品及び中古販売・買取の通信販売専門ブランド。アダルト映像ソフトの他、アダルトグッズの販売も行っていた。
2025年3月31日をもって営業を終了した。

### BuyUru ばいうる
アルゾンの取り扱う映像ソフトおよび書籍のうち、アダルトソフト以外のインターネット通信販売を担当する部門のブランド名。
2024年6月1日をもって営業を停止した。

## フランチャイズ店舗
フランチャイジーにはゲームソフト・ホビー販売店カメレオンクラブを営む（株）上昇などが存在した。
フランチャイズ店舗は2007年4月の時点で27店舗が存在し、2018年10月現在でもビデオ1は5店舗がフランチャイジーにより運営されている。